# تراکستومی

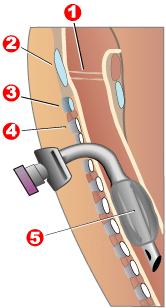
نای‌بری کامل:
۱ - تارهای آوایی
۲ - غضروف تیروئیدی
۳ - غضروف انگشتری
۴ - غضروف نایی
۵ - روپوشهٔ حبابی

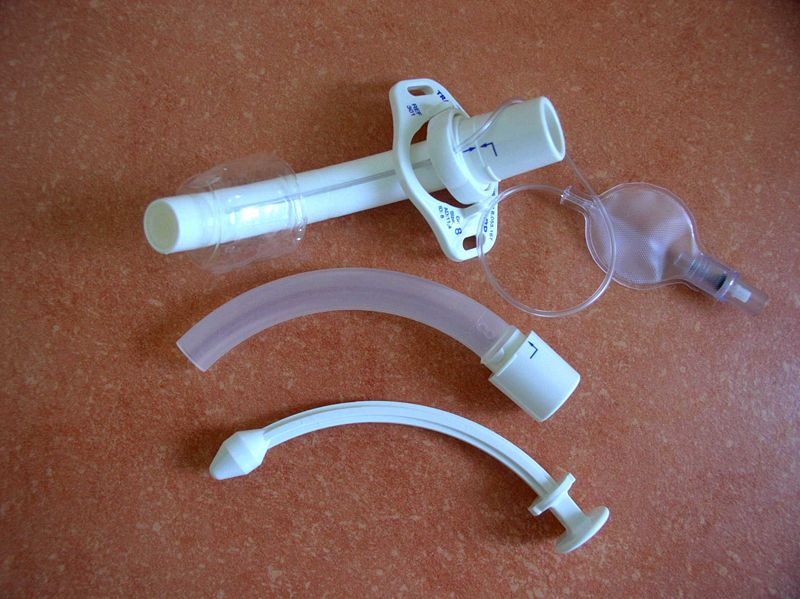
لولهٔ نای‌بری.

نای‌سُنبی یا نای‌بُری یا نای‌شکافی یا تراکستومی (به انگلیسی: Tracheostomy)در پزشکی به عمل جراحی‌ای گفته می‌شود که طی آن نای در قسمت زیر گلو، برش داده می‌شود.یک نوع بیومتریال است.
تراکستومی به‌طور عمده برای ایجاد راه تنفسی به غیر از مجرای عادی آن (بینی و دهان) ایجاد می‌شود. گاه به منظور جستجو و درآوردن جسمی خارجی، نمونه‌برداری بافتی یا برداشتن یک ضایعهٔ موضعی از دیگر دلایل نای‌بری می‌تواند باشد.
این برش می‌تواند در حالت فوریت پزشکی مانند ترومای غضروف حنجره به‌عنوان یک راه ورود هوا و تنفس مورد استفاده قرار گرفته یا در بیماران نیازمند به اینتوباسیون یا لوله‌گذاری تراشه با مدت زمان بیش از یک هفته یا بیماران کما برای نصب لوله تنفسی، محل نصب لوله و تیوب تراکستومی خواهد بود.
پزشکان، دام‌پزشکان، کارکنان بخش فوریت‌های پزشکی و جراحان از کارشناسانی هستند که توانایی نای‌بری را دارند.

## عوارض
از عمده‌ترین عوارض ناشی از تراکستومی می‌توان به پنوموتوراکس، فیستول نای به مری، خونریزی ناشی از برش اشتباه رگ‌های گلو و گردن اشاره نمود.

## توضیحات
نخستین توصیف درست از جراحی نای‌بری توسط ابن زُهر، دانشمند مسلمان سدهٔ دوازده میلادی صورت گرفته‌است.